# Gerd Nagel (Mediziner)
Gerhard Arno «Gerd» Nagel (* 28. Februar 1936) ist ein Schweizer Mediziner.

## Leben und Wirken
Gerd Nagel studierte Innere Medizin und internistische Onkologie am Kantonsspital Basel, Roswell Park Memorial Institute Buffalo/USA und Institut Jules Bordet Brüssel. 1971 habilitierte er zum Professor der Medizin an der Universität Basel.
Nagel wurde 1972 Leitender Arzt für Onkologie am Kantonsspital Basel. 1975 erhielt er eine Gastprofessur für Onkologie am Mount Sinai Hospital New York. 1978 wurde er Professor für Innere Medizin/Onkologie an der Universität Göttingen. Diesen Lehrstuhl hatte er bis 1989 inne. 1991 bis 2001 war Nagel Professor für Tumorbiologie an der Universität Freiburg im Breisgau. Von 1993 bis 2003 wirkte Nagel als Wissenschaftlicher Direktor an der von ihm gegründeten Klinik für Tumorbiologie an der Universität Freiburg.
Nagel war von 1986 bis 1990 Präsident der Deutschen Krebsgesellschaft und Vorsitzender des Deutschen Krebsforschungszentrums in Heidelberg. 2003 gründete er die Stiftung Patientenkompetenz, der er bis 2021 als Präsident vorstand. Seitdem ist er als Berater für die Stiftung tätig. Parallel dazu berät er das Schweizer Gesundheitsmagazin myHEALTH zu Patient Empowerment.

## Auszeichnungen
- 2003: Europäischer Wissenschafts-Kulturpreis der Stiftung pro Europa
- 2005: Bundesverdienstkreuz am Bande[1]

## Veröffentlichungen (Auswahl)
- als Hrsg.: Krebsmedikamente mit fraglicher Wirksamkeit. Ergebnisse vorklinischer und klinischer Prüfungen. Zuckschwerdt, München/Bern Wien 1984 (4., vollst. neu bearb. u. erw. Aufl. 1989).
- mit Hans-Erik Wander: Mammakarzinom: Vorsorge, Therapie, Nachsorge, besondere Fragestellungen. Zuckschwerdt, München/Bern/Wien 1984 (4., überarb. u. erw. Aufl. 1986).
- Naturwissenschaftliche und naturheilkundliche Krebsmedizin. Zur Notwendigkeit einer Standortbestimmung. Rombach, Freiburg im Breisgau 1991.
- Mythen und magische Rituale in der modernen Medizin. Verlag Hans Erni-Stiftung, Luzern 1999.
- mit Annette Bopp, Delia Nagel: Was kann ich selbst für mich tun? Patientenkompetenz in der modernen Medizin. Rüffler und Rub, Zürich 2005.
- mit Annette Bopp, Delia Nagel: Krebs – was man für sich selber tun kann. Herder, Freiburg im Breisgau/Basel/Wien 2007.
- mit Delia Schreiber, Werner Tiki Küstenmacher: Wie geht’s weiter, Doc? Wie sich Patienten mit ihren Ärzten besser verstehen. Kösel, München 2010.